# Metin Erksan
Metin Erksan   (Çanakkale, 1 de gener de 1929 - Istanbul, 4 d'agost de 2012) fou un director de cinema turc, guanyador de l'Os d'Or, amb la seva pel·lícula Susuz Yaz, el 1964.